# Balkanpokal (Frauen-Handball)
Der Balkanpokal war ein Handballwettbewerb für Frauen-Nationalmannschaften aus den südosteuropäischen Ländern Jugoslawien, Rumänien, Bulgarien, Türkei und Griechenland. Teilweise nahmen auch Juniorinnen-Mannschaften und Vereinsmannschaften teil. Die Austragungen fanden in wechselnden Orten zwischen 1979 und 1995 in unterschiedlichen Abständen statt.

## Resultate
| Jahr | Ort                   | 1. Platz     | 2. Platz       | 3. Platz    | 4. Platz         | 5. Platz     | 6. Platz     |
| ---- | --------------------- | ------------ | -------------- | ----------- | ---------------- | ------------ | ------------ |
| 1979 | Sofia, Bulgarien      | Jugoslawien  | Bulgarien      | Rumänien    | Bulgarien (U 21) | -            | -            |
| 1980 | Târgu Mureș, Rumänien | Rumänien     | Jugoslawien    | Bulgarien   | Rumänien (U 21)  | -            | -            |
| 1981 | Kikinda, Jugoslawien  | Jugoslawien  | Bulgarien      | Rumänien    | RK Vojvodina     | -            | -            |
| 1982 | Sofia, Bulgarien      | Rumänien     | Bulgarien (A)  | Jugoslawien | Bulgarien (B)    | -            | -            |
| 1985 | Belgrad, Jugoslawien  | Jugoslawien  | Rumänien       | Bulgarien   | -                | -            | -            |
| 1987 | Constanța, Rumänien   | Rumänien     | Jugoslawien    | Bulgarien   | Türkei           | -            | -            |
| 1989 | Istanbul, Türkei      | Rumänien     | Jugoslawien    | Türkei      | Griechenland     | -            | -            |
| 1991 | Bukarest, Rumänien    | Rumänien (A) | Jugoslawien    | Bulgarien   | Türkei           | Griechenland | Rumänien (B) |
| 1992 | Istanbul, Türkei      | Rumänien     | Bulgarien      | Türkei (A)  | Griechenland     | Türkei (B)   | -            |
| 1995 | Gabrowo, Bulgarien    | Bulgarien    | BR Jugoslawien | Rumänien    | Türkei           | -            | -            |